# Unixskal

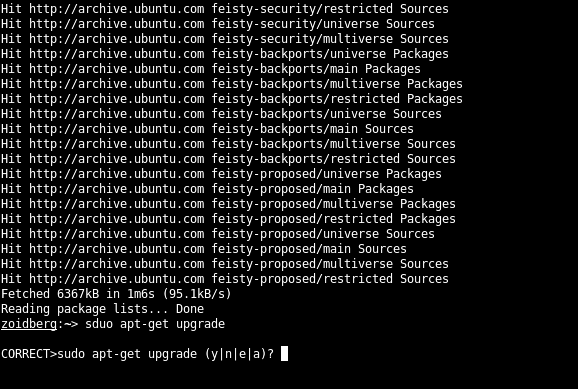
tcsh fönster

Ett Unixskal är en  kommandoradstolk, eller skal, som erbjuder ett traditionellt användargränssnitt för Unix och Unix-liknande operativsystem. Användaren styr operationen av datorn genom att skriva in kommandon som skall utföras, eller skapa ett skript som utför en räcka sådana kommandon, ofta med olika kontrollstrukturer (if-then-else, for-loop etc.).